# Yekaterina Skudina
Yekaterina Yúrievna Skudina –en ruso, Екатерина Юрьевна Скудина– (Dolgoprudny, URSS, 21 de marzo de 1981) es una deportista rusa que compitió en vela en las clases Snipe, Yngling y Elliott 6m.
Ganó una medalla de oro en el Campeonato Europeo de Yngling de 2007 y una medalla de plata en el Campeonato Europeo de Elliott 6m de 2011. Además, obtuvo una medalla de oro en el Campeonato Mundial de Snipe de 1998.
Participó en tres Juegos Olímpicos de Verano, ocupando el octavo lugar en Atenas 2004 (Yngling), el sexto en Pekín 2008 (Yngling) y el cuarto en Londres 2012 (Elliott 6m).

## Palmarés internacional
| Campeonato Mundial | Campeonato Mundial         | Campeonato Mundial | Campeonato Mundial |
| Año                | Lugar                      | Medalla            | Clase              |
| ------------------ | -------------------------- | ------------------ | ------------------ |
| 1998               | Annapolis (Estados Unidos) | Medalla de oro     | Snipe              |

| Campeonato Europeo | Campeonato Europeo    | Campeonato Europeo | Campeonato Europeo |
| Año                | Lugar                 | Medalla            | Clase              |
| ------------------ | --------------------- | ------------------ | ------------------ |
| 2007               | Warnemünde (Alemania) | Medalla de oro     | Yngling            |

| Campeonato Europeo | Campeonato Europeo   | Campeonato Europeo | Campeonato Europeo |
| Año                | Lugar                | Medalla            | Clase              |
| ------------------ | -------------------- | ------------------ | ------------------ |
| 2011               | Helsinki (Finlandia) | Medalla de plata   | Elliott 6m         |